# Jill Dando
Jill Wendy Dando (Weston-super-Mare, 9 novembre 1961 – Fulham, 26 aprile 1999) è stata una giornalista e conduttrice televisiva inglese.
La donna, volto noto nel Regno Unito per la conduzione del popolare programma BBC Crimewatch, fu uccisa all'età di 37 anni; l'omicida è tuttora ignoto.

## Biografia
Dando nacque a Weston-super-Mare, nel Somerset settentrionale, e frequentò la Mendip Green Infant School, la St Martin's Junior School, la Worle Comprehensive School e il Broadoak Sixth Form Centre; studiò inoltre giornalismo alla South Glamorgan Institute of Higher Education del Galles.
Fu anche membro della compagnie teatrali Amateur Dramatic Society e Exeter Little Theatre Company, con le quali recitò al Barnfield Theatre. Fu anche volontaria al Sunshine Hospital Radio (sempre a Weston Super Mare) prima di iniziare a lavorare come apprendista reporter per il giornale locale the Weston Mercury, dove già vi lavoravano padre e fratello.
Cinque anni dopo, nel 1985, lavorò alla radio BBC, presentando il programma Spotlight South West. Nel 1986 si trasferì a Londra, dove presentò il sommario del telegiornale dell'emittente nazionale.
Dando presentò i programmi BBC Breakfast News, the BBC One O'Clock News, the Six O'Clock News, il programma di viaggi Holiday, lo show dedicato ai crimini irrisolti Crimewatch e occasionalmente Songs of Praise.
La mattina del 26 aprile 1999 Dando venne uccisa da un colpo di pistola, mentre si trovava di fronte alla sua casa di Fulham (sud-ovest di Londra).

## L'omicidio e le indagini
Il 26 aprile 1999 intorno alle 11:30, Jill Dando, di fronte al portone della sua casa di Fulham, viene costretta dall'assassino a inginocchiarsi, e riceve poi un proiettile letale dietro l'orecchio sinistro. Del delitto non vi sono né testimoni né indizi, a parte un bossolo calibro 9.
La massiccia inchiesta condotta da circa 45 uomini di Scotland Yard indaga su 400 sospettati, per un totale di 2 500 interrogatori e un totale di 2 milioni di sterline spese. Tra le tesi, un delitto passionale, una rappresaglia di un serbo riferito ad un servizio pro-Kosovo presentato dalla Dando, addirittura collegamenti con la mafia russa.
Il 26 maggio 2000 viene arrestato Barry George, quarantenne con precedenti per reati sessuali che spesso segue e fotografa donne, tra le quali la Dando. Una stessa particella di bario e piombo viene rinvenuta sia sulla giacca dell'uomo che sui capelli della vittima: giudicato colpevole del reato, George viene condannato il 2 giugno 2001.
Raphael Rowe, giornalista della BBC e in passato condannato ingiustamente per omicidio, contatta un esperto balistico di fama internazionale, l'italiano professor Marco Morin, che su incarico dell'emittente televisiva riesamina il caso producendo una relazione scientifica che servirà alla riapertura del caso. Nel corso del nuovo processo, durato otto settimane, una più corretta interpretazione delle presunte tracce di sparo porta alla assoluzione di Barry George, che viene rimesso in libertà il 1º agosto 2008. Né i familiari né il compagno della vittima, Alan Farthing, chiedono la riapertura delle indagini mentre i familiari di Barry George e una larga parte dell'opinione pubblica plaudono alla riparazione dell'errore giudiziario.

## Eredità

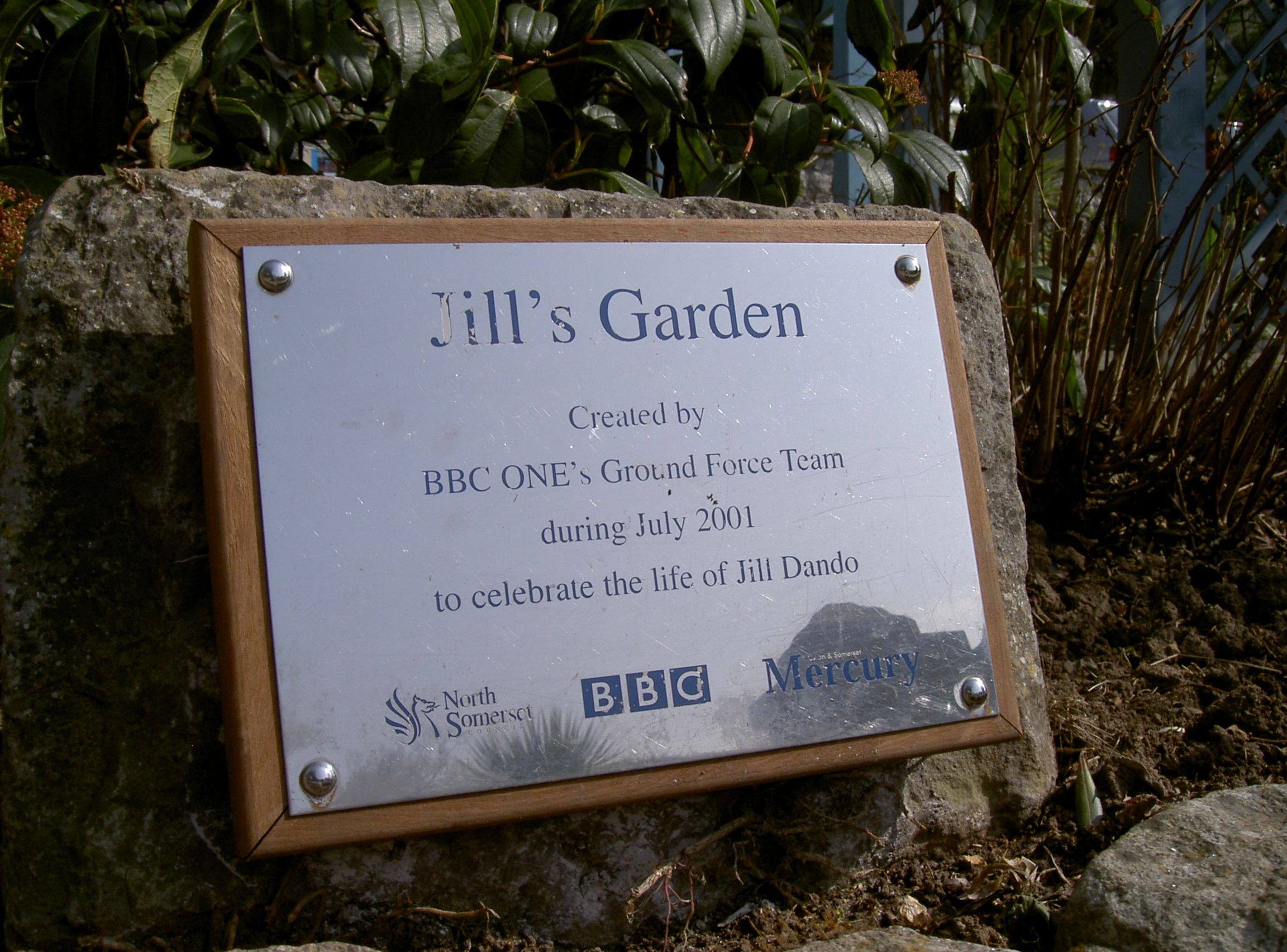
Targa nel Jill's Garden

La coltivatrice Amanda Beales le ha dedicato una cultivar di rose. Nel 2001 all'interno del Grove Park a Weston-super-Mare le è stato intitolato il Jill's Garden.